# Colori e simboli della Società Sportiva Lazio

Angelo Gregucci nel campionato di Serie A 1991-1992 col tradizionale completo da gioco laziale.

Qui di seguito sono riportati i colori e simboli della Società Sportiva Lazio, società calcistica italiana per azioni con sede a Roma.

## La maglia

### Prima divisa
La divisa utilizzata generalmente nelle partite casalinghe dalla Lazio è costituita da maglia celeste con bordi e colletto in bianco, più spesso azzurra con bordi e colletto bianco nel secolo scorso, pantaloncini bianchi e calzettoni che nel corso della storia del club hanno cambiato varie volte colore, alternando una versione nera con fascia bianco-celeste o bianco-azzurra ad altre completamente bianche o celesti o azzurre.

#### Storia

Gabriele Podavini indossa durante il campionato di Serie B 1986-1987 la cosiddetta "maglia bandiera", tra le divise casalinghe più amate dai tifosi biancocelesti.

La prima divisa casalinga della storia della Lazio è del 1901: questa comprendeva una maglia bianca con la scritta "Lazio" cucita a caratteri azzurri sul petto, pantaloncini neri e calzettoni neri. Successivamente, dal 1904 al 1912, la maglia è a scacchi oppure a quarti bianchi e celesti, pantaloncini e calzettoni rimangono invariati.
Dal 1912 il completo laziale è composto dalla maglia di colore azzurro con colletto bianco o a laccetti, pantaloncini bianchi e calzettoni neri, divisa questa che venne utilizzata per molto tempo (vi è solamente un cambio nel colore dei calzettoni, da neri a bianchi o azzurri con fascia azzurra o bianca), ad eccezione della stagione 1942-43, dove i pantaloncini sono blu.
Nella stagione 1958-59 la maglia è tendente al celeste con pantaloncini e calzettoni bianchi, e proprio questa casacca fu la prima a fregiarsi della coccarda tricolore, segno distintivo che indicava la formazione vincitrice della Coppa Italia. Nelle annate 1961-62, 1963-64, 1969-70 e 1970-71 le divise presentano le maglie rispettivamente blu ed azzurra, i calzettoni neri, azzurri e bianchi e i pantaloncini bianchi e azzurri.
Dalla stagione 1974-75, per due anni, la divisa si discosta dal modello classico in quanto i pantaloncini sono blu, mentre la maglia e i calzettoni sono sempre di colore rispettivamente celeste e bianco. Dalla stagione 1981-82 la maglia della Lazio, prodotta all'epoca da Adidas, presentava sul petto per la prima volta nella sua storia uno sponsor ufficiale, ovvero l'azienda alimentare torinese "Tonini". Nelle annate 1982-83 e 1986-87 la maglia è caratterizzata dalla presenza della figura di un'aquila stilizzata che percorre tutto il petto e continua il suo disegno nelle maniche; questa versione è considerata tra le più belle della storia del calcio. Nella stagione 1988-89 la maglia è celeste come da tradizione più recente, ma pantaloncini e calzettoni sono blu.
Dagli anni novanta fino ad oggi la divisa ha sempre mantenuto lo standard storico, eccezion fatta per le annate 2004-05 e 2011-12, dove i pantaloncini sono rispettivamente di colore celeste e blu scuro. Sulla maglia per la stagione 2017-18, il cui stile e tonalità di celeste si rifanno a quella delle annate 1983-84 e 1984-85, torna il simbolo esagonale con l'aquila stilizzata e sormontato dalla scritta "Lazio", ideato negli anni ottanta. Altro ritorno al passato è avvenuto nella stagione 2018-19, con la riproposizione della "maglia bandiera" in occasione delle gare casalinghe.
Dall'introduzione dei numeri nelle casacche calcistiche, il loro colore nella maglia biancoceleste è sempre stato il bianco o il blu.

#### Evoluzione
| 1901-1903 | 1903-1905 | 1905-1908 | 1908-1912 | 1912-1914 | 1914-1926 | 1926-1927 | 1927-1928 | 1928-1930 | 1930-1941 |
| 1941-1942 | 1942-1943 | 1943-1948 | 1948-1951 | 1951-1955 | 1955-1956 | 1956-1957 | 1957-1958 | 1958-1959 | 1959-1960 |
| 1960-1961 | 1961-1962 | 1962-1963 | 1963-1964 | 1964-1966 | 1966-1967 | 1967-1968 | 1968-1969 | 1969-1970 | 1970-1971 |
| 1971-1974 | 1974-1975 | 1975-1976 | 1976-1979 | 1979-1980 | 1980-1981 | 1981-1982 | 1982-1983 | 1983-1984 | 1984-1986 |
| 1986-1987 | 1987-1988 | 1988-1989 | 1989-1991 | 1991-1993 | 1993-1995 | 1995-1997 | 1997-1998 | 1998-1999 | 1999-2000 |
| 2000-2001 | 2001-2002 | 2002-2003 | 2003-2004 | 2004-2005 | 2005-2006 | 2006-2007 | 2007-2008 | 2008-2009 | 2009-2010 |
| 2010-2011 | 2011-2012 | 2012-2013 | 2013-2014 | 2014-2015 | 2015-2016 | 2016-2017 | 2017-2018 | 2018-2019 | 2019-2020 |
| 2020-2021 | 2021-2022 | 2022-2023 | 2023-2024 | 2024-2025 | 2025-2026 |           |           |           |           |

### Seconda divisa

Beppe Signori con la seconda maglia gialla nella stagione 1993-1994.

La divisa da trasferta della Lazio presenta la maglia bianca, che nella parte superiore ha una striscia orizzontale insertata di colore celeste che continua anche sulle maniche, mentre pantaloncini e calzettoni sono anch'essi bianchi con richiami celesti.

#### Storia
Nella prima stagione la Lazio ha avuto una seconda divisa con maglia bianca a strisce orizzontali azzurre e calzoncini e calzettoni neri, e, dopo un periodo durante il quale la casacca era completamente bianca, nel 1908 la maglia, sempre di colore bianco, presenta al centro una banda verticale celeste, con calzoncini bianchi e calzettoni neri. Nel 1910 la seconda divisa è praticamente uguale alla prima utilizzata dal 1902 al 1905, con la maglia a quarti bianchi e celesti con calzoncini e calzettoni neri.
Fino alla stagione 1929-30 la seconda divisa è molto simile alla prima, distinte solamente dalla diversa tonalità di azzurro della maglia. Dalla stagione 1930-31, per due anni, la maglia è caratterizzata da strisce verticali alternate bianche e azzurre, con calzoncini bianchi e calzettoni neri. Successivamente, e per molte stagioni, la seconda divisa presenta la maglia completamente bianca, con colletto e bordi di maniche azzurre, i pantaloncini che negli anni hanno visto un'alternanza di colori tra il bianco, il nero, l'azzurro e il celeste, e i calzettoni di colore nero o bianco.
Nelle due annate 1982-83 e 1986-87 la seconda divisa presenta delle novità inedite, come le casacche rispettivamente verde e gialla, tonalità che anche in stagioni successive verranno spesso utilizzate, così come il blu o il nero. Inedita risulta essere la divisa indossata nelle stagioni 1994-95 e 1995-96, caratterizzata da una maglia color grigio argento con pantaloncini e calzettoni blu. Affascinanti sono le maglie per le stagioni 2017-18 e 2018-19, utilizzate per le trasferte in campionato e per le gare di Europa League, il cui stile richiama quello delle casacche indossate dai calciatori biancocelesti nelle annate 1999-2000 e 2000-01 per le coppe europee, compresa la finale di Supercoppa UEFA conquistata contro gli Invincibili del Manchester United di Sir Alex Ferguson, e per la celebrazione del centenario del sodalizio laziale.
Per la stagione 2019-20 la seconda divisa presenta una grafica alquanto diversa rispetto al passato, ovvero con la maglia di colore bianco ma con due bande verticali celeste e blu sul lato sinistro, mentre pantaloncini e calzettoni sono celesti con due righe verticali bianca e blu sul polpaccio. Quella dell'annata 2020-21 è sicuramente tra le maglie più rivoluzionarie, in quanto il colore, mai utilizzato prima dal club, è un audace verde fluo con bordi del collo e dei polsi delle maniche celesti, così come pantaloncini e calzettoni. I numeri per la seconda divisa sono solitamente bianchi o blu.

#### Evoluzione
| 1901-1903 | 1903-1908 | 1908-1909 | 1910-1911 | 1911-1912 | 1912-1914 | 1925-1926 | 1928-1930 | 1930-1931 | 1931-1932 |
| 1932-1933 | 1933-1940 | 1941-1943 | 1944-1948 | 1948-1951 | 1951-1954 | 1954-1955 | 1956-1957 | 1957-1958 | 1958-1959 |
| 1959-1960 | 1960-1961 | 1961-1962 | 1962-1963 | 1963-1964 | 1964-1967 | 1967-1968 | 1968-1970 | 1970-1971 | 1971-1974 |
| 1974-1975 | 1975-1979 | 1979-1980 | 1980-1982 | 1982-1983 | 1983-1984 | 1984-1986 | 1986-1987 | 1987-1989 | 1989-1992 |
| 1992-1994 | 1994-1996 | 1996-1998 | 1998-1999 | 1999-2000 | 2000-2001 | 2001-2002 | 2002-2003 | 2003-2004 | 2004-2005 |
| 2005-2006 | 2006-2007 | 2007-2008 | 2008-2009 | 2009-2010 | 2010-2011 | 2011-2012 | 2012-2013 | 2013-2014 | 2014-2015 |
| 2015-2016 | 2016-2017 | 2017-2018 | 2018-2019 | 2019-2020 | 2020-2021 | 2021-2022 | 2022-2023 | 2023-2024 | 2024-2025 |
| 2025-2026 |           |           |           |           |           |           |           |           |           |

### Terza divisa

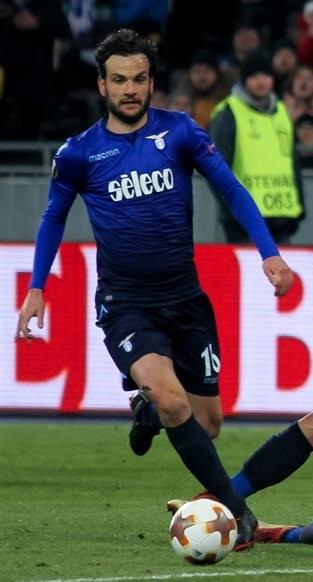
Marco Parolo con la terza maglia blu nella stagione 2017-2018.

Le terze divise si presentano in varie colorazioni e modelli, passando per quelle di colore blu imperiale, giallo, fino al bianco.

#### Evoluzione
| 1932-1933 | 1965-1966 | 1975-1976 | 1994-1996 | 1996-1998 | 1998-1999 | 1999-2000 | 2003-2004 | 2004-2005 | 2005-2006 |
| 2007-2008 | 2008-2009 | 2009-2010 | 2010-11   | 2011-2012 | 2012-2013 | 2013-2014 | 2014-2015 | 2015-2016 | 2016-2017 |
| 2017-2018 | 2018-2019 | 2019-2020 | 2020-2021 | 2021-2022 | 2022-2023 | 2023-2024 | 2024-2025 |           |           |

### Portieri

Felice Pulici negli anni settanta indossa la tipica uniforme dei portieri laziali.

Per quanto riguarda i portieri, all'inizio dominavano il grigio e il nero, con qualche eccezione a metà del XX secolo come il bianco negli anni cinquanta. Dagli anni settanta tali colorazioni, tuttavia, diventarono standard per la divisa dell'estremo difensore alle quali, negli anni ottanta, si aggiunsero il verde e il giallo fluorescente. Dalla seconda metà del decennio gli sponsor tecnici hanno avuto molta libertà nel disegno (nei primi anni novanta, ve ne era una azzurra stilizzata con sfumature di colori vari e una gialla e blu palata con le maniche gialle e una X viola verde e blu nelle strisce blu, simile a quella usata da David Seaman nella Nazionale inglese ad Euro '96).
Attualmente le divise per i portieri presenti sono tre: una arancione, una nera e una azzurro fluo.
| Grigia    | Nera      | Bianca             | Verde fluorescente  | Gialla fluorescente | Azzurra   | 1998-1999 | 1999-2000 | 2000-2001 | 2001-2002 |
| 2002-2003 | 2003-2004 | 2004-2005          | 2005-2006           | 2006-2007           | 2007-2008 | 2008-2009 | 2009-2010 | 2010-2011 | 2011-2012 |
| 2012-2013 | 2013-2014 | 2014-2015 (Andata) | 2014-2015 (Ritorno) | 2015-2016           | 2016-2017 | 2017-2018 | 2018-2019 |           |           |

### Divise storiche

Dejan Stanković con la speciale maglia albiceleste indossata nelle coppe europee tra il 1999 e il 2001.

Nella storia della squadra sono state presenti divise utilizzate solamente in determinate occasioni.
Tra le divise che hanno contraddistinto determinanti momenti della storia laziale è da citare quella utilizzata per l'esordio in campionato, avvenuto nella stagione 1912-13; tale divisa era composta dalla maglia completamente azzurra, pantaloncini bianchi e calzettoni neri, stile che contraddistinguerà la tradizionale tenuta da gioco delle Aquile, con la variante ad esempio dei calzettoni bianchi come nella divisa dell'annata 1973-74, anno del primo Scudetto della Lazio, o ancora quella della prima maglia celeste della stagione 1999-2000, che vede il secondo trionfo in campionato del club laziale, caratterizzata da un'inedita banda nera orizzontale sul petto bordata di bianco.
Per quanto concerne le competizioni europee, la Lazio ha indossato in occasione della Coppa delle Coppe 1998-99, ultima edizione del torneo vinta proprio dalla squadra romana, una divisa completamente gialla con bordi neri, mentre dall'annata 1999-2000, che vede la conquista della Supercoppa UEFA 1999 contro il Machester United, fino a quella 2000-01 compresa, viene utilizzata una divisa con maglia a righe verticali bianche e celesti, oltre a pantaloncini e calzettoni celesti.
| Esordio in Campionato (1912-1913) | Primo Scudetto (1973-1974) | Coppa delle Coppe (1998-1999) | Supercoppa UEFA (1999) | Secondo Scudetto (1999-2000) |

Divise speciali

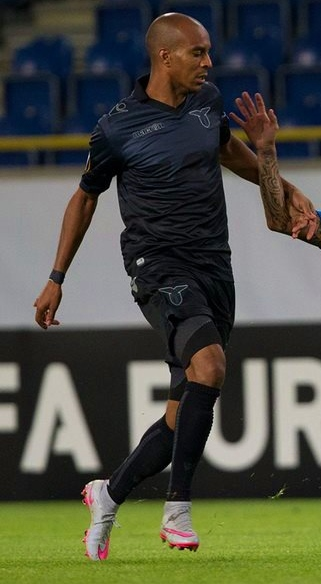
Abdoulay Konko in azione con la speciale divisa da trasferta utilizzata in Europa League nella stagione 2015-2016.

Nell'annata 2000-01 viene prodotta la divisa europea da trasferta completamente blu con colletto celeste e bordi bianchi. Per l'annata 2001-2002 la Lazio ha utilizzato in Champions League una maglia bianca a strisce verticali celesti con pantaloncini e calzettoni bianchi, con divisa da trasferta celeste con maniche blu, così come i pantaloncini e i calzettoni, mentre nella stagione successiva le Aquile utilizzano una divisa con maglia bicolore di tonalità celeste e blu, con pantaloncini e calzettoni che riprendono lo stesso blu della casacca.
Per la finale di Coppa Italia 2012-13 è stata utilizzata una divisa caratterizzata dal colletto e dai bordi della maglia celeste che riprendono il tricolore italiano, con i pantaloncini anch'essi di colore celeste e i calzettoni tradizionali a bande orizzontali bianche e celesti.
Il modello della storica "maglia bandiera" sarà invece ripreso nella stagione 2015-16 per la divisa utilizzata nelle gare in trasferta di Europa League, presentando però tonalità di antracite e nero.
Per la finale di Coppa Italia 2016-17 è stata utilizzata una divisa caratterizzata dal colletto e dai bordi della maglia blu che riprendono il tricolore italiano, con i dettagli della partita, il main sponsor Sèleco, nomi e numeri grigio argento, e i pantaloncini anch'essi di colore blu così come i calzettoni.
| 2000-2001 (trasferta) Europa | 2001-2002 UEFA Champions League | 2002-2003 Coppa UEFA | 2012-2013 Finale Coppa Italia | 2015-2016 (trasferta) Europa | 2016-2017 Finale Coppa Italia | 2020-2021 UEFA Champions League |

Divise celebrative

Karel Poborský in azione con la divisa del centenario, introdotta il 9 gennaio 2000 e indossata dalla Lazio per il successivo anno solare, qui con Scudetto e Coccarda.

In occasione del centenario della Lazio, fu creata una divisa celebrativa indossata dalla squadra per un anno esatto a partire dal 9 gennaio 2000: la maglia, così come i pantaloncini e i calzettoni, era bianca con bordi celesti e dorati.
Nella stagione 2009-10, per festeggiare i 110 anni della polisportiva, dal 6 gennaio 2010 fino al termine del campionato la squadra ha indossato una divisa composta dalla maglia bianca con al centro una banda verticale celeste, i pantaloncini bianchi e i calzettoni celesti.
Il 6 ottobre 2013 la Lazio ha indossato una maglia commemorativa per il centenario della nascita di Silvio Piola.
Nella stagione 2014-15, per festeggiare i 115 anni del sodalizio romano, dal 24 gennaio 2015 fino al termine del campionato la squadra ha indossato, in occasione delle gare casalinghe, la famosa "maglia bandiera", modello che riprende quelli delle stagioni 1982-83 e 1986-87
Nella stagione 2019-20, per festeggiare i 120 anni della polisportiva, dall'11 gennaio 2020 fino al termine del campionato la squadra ha indossato, in occasione delle gare casalinghe, una maglia celebrativa il cui modello riprende quelli delle stagioni trionfanti di fine anni novanta, che sarà utilizzata nella stagione 2020-21 come maglia per le gare di Champions League, presentando in aggiunta bordi color oro.
Nella stagione 2024-25, in occasione del 125º anniversario della fondazione della società biancoceleste, i calciatori laziali hanno indossato, dal 10 gennaio al 31 marzo 2025, una speciale divisa con la maglia ispirata alle divise da gioco degli anni '80, di colore bianco, con delle righe di tre tonalità di celeste e blu sulle spalle; sul petto compare il logo disegnato da Piero Gratton ed in uso dal 1979 al 1982, mentre i pantaloncini sono di colore blu con calzettoni bianchi.
| 2000 "CentoLazio" | 2009-2010 (solo ritorno) "Centodieci" | 6/10/2013 Centenario Piola | 2014-2015 (solo ritorno) "Centoquindici" | 2019-2020 (solo ritorno) "120 Anni" | 2024-2025 (solo ritorno) "125 Anni" |

## Sponsor

Matías Almeyda con la divisa della stagione 1998-1999, la prima realizzata da Puma: si tratta della sponsorizzazione tecnica più duratura nella storia biancoceleste, con 14 campionati dal 1998 al 2012.

Elenco degli sponsor tecnici della Lazio.
- 1901-1945: nessuno sponsor
- 1945-1961: Gradella Sport[47]
- 1961-1962: Lacoste[48]
- 1962-1963: Gradella Sport[49]
- 1963-1964: Lacoste[50]
- 1964-1969: Gradella Sport[49]
- 1969-1971: TuttoSport / Umbro[51]
- 1971-1978: TuttoSport / Ennerre[51]
- 1978-1979: Ennerre[52]
- 1979-1980: Ennerre / Pouchain[53]
- 1980-1981: adidas / Ennerre[54]
- 1981-1982: adidas[55]
- 1982-1986: Ennerre[51]
- 1986-1987: TuttoSport[56]
- 1987-1989: Kappa[51]
- 1989-1998: Umbro[51]
- 1998-2012: Puma[51]
- 2012-2022: Macron[51]
- 2022-2027: Mizuno[57]

## Colori e simboli

### Colori
I colori sociali della S.S. Lazio sono il bianco e il celeste (o la sua variante azzurro), scelti in origine da Sante Ancherani, uno dei pionieri del club romano, per la loro delicatezza e signorilità e in seguito adottati stabilmente dal presidente Fortunato Ballerini in onore della Grecia, patria delle Olimpiadi; Ballerini, infatti, era stato uno dei promotori dell'assegnazione alla città di Roma dei Giochi della IV Olimpiade del 1908 (poi disputati a Parigi).
Per i colori della loro maglia (la prima versione bianca con la scritta "Lazio" a caratteri azzurri sul petto, successivamente a quarti bianchi e celesti, poi azzurra per la maggior parte del secolo scorso e più recentemente celeste), i giocatori della Lazio sono soprannominati Biancocelesti ed anche Biancazzurri.

### Simboli ufficiali

#### Stemma
Il simbolo della Lazio è l'aquila, scelta in quanto emblema di potenza, vittoria e prosperità nell'Antica Roma. Venne scelto da Fortunato Ballerini, presidente della Società e della Sezione di escursionismo. Durante varie escursioni, era solito vedere l'aquila. Forse questo l'ha ispirato a sceglierlo come simbolo. Nel corso degli anni lo stemma ha subito varie modifiche: il primo vero logo ufficiale, ideato nel 1906, raffigurava uno scudo a strisce verticali bianche e azzurre dove era posata un'aquila che reggeva un nastro sul quale campeggiava il nome della società, mentre prima alcuni podisti utilizzavano sulle loro divise un semplice scudo svizzero con tre bande oblique, una bianca e due azzurre.

Lo stemma nella sua prima versione del 1912
Lo stemma nella versione del 1914
Lo stemma nella versione del 1921
Lo stemma nella versione del 1927. Il regime fascista impone l'utilizzo del fascio littorio

Qualche stagione più tardi comparirà sul simbolo laziale la dicitura "Roma", per poi essere modificato durante il Ventennio per volontà del regime mussoliniano. Alla fine della dittatura lo stemma del club capitolino fu ridisegnato secondo lo stile originario.

Lo stemma nella versione del 1940
Lo stemma in un'altra versione del 1940
Lo stemma nella versione del 1943. Scompare il fascio littorio
Lo stemma nella versione del 1958

Nel 1979, a seguito dell'accordo di sponsorizzazione tecnica stipulato col maglificio Pouchain (fautore dell'avvento delle moderne tecniche di merchandising nel calcio italiano), anche la Lazio si dotò di un nuovo logo, creato ad hoc da Piero Gratton e registrato presso l'Ufficio italiano brevetti e marchi: un'aquila azzurra stilizzata, che venne altresì ricamata sulle maglie.
Fu tuttavia il logo adottato a partire dal 1982 ad assumere una speciale dignità iconica nella simbologia laziale: su indicazione del presidente Gian Chiarion Casoni, Cesare Benincasa reinterpretò il disegno dell'aquila, semplificandone le linee. Il suo elaborato venne impiegato sulle cosiddette "maglie bandiera", ove diveniva parte integrante del design della maglia, abbracciandone tutto il torso. Tale soluzione innovativa, unita all'immediatezza del design, fece sì che tale emblema travalicò per popolarità l'ambito dei tifosi laziali: secondo una classifica degli stemmi più belli del calcio stilata dal Guerin Sportivo mediante un sondaggio popolare, questo stemma della Lazio risulta essere il terzo più apprezzato in assoluto.

Lo stemma nella versione del 1974
L'aquila disegnata da Piero Gratton, in uso dal 1979 al 1982
L'aquila disegnata da Cesare Benincasa, in uso dal 1982 al 1987

L'attuale stemma della società, che ha subito l'ultimo restyling nel 1992, riprende lo stile di quelli passati, con un'aquila d'oro che si posa sullo scudo a tre strisce verticali bianche e celesti, sul quale è inciso il nome del club. In questo stemma per la prima volta appare il celeste, che sostituisce definitivamente l'azzurro. Tale emblema è stato rivisitato in una versione speciale in occasione del centenario laziale ed è rimasto per un anno esatto sulle maglie della Lazio a partire dal 9 gennaio 2000: all'interno dello scudo a bande bianche e celesti sovrastato dall'aquila era presente in forma stilizzata e a grossi caratteri il numero 100, che andava a ricordare gli anni trascorsi dalla fondazione della Polisportiva.

Lo stemma introdotto nel 1987 durante la presidenza di Gianmarco Calleri
Lo stemma della Lazio in uso dal 1993
CentoLazio, per i 100 anni della Polisportiva S.S. Lazio

#### Mascotte
Alla fine degli anni novanta la Lazio creò la sua prima mascotte ufficiale, Skeggia, un aquilotto con la divisa biancoceleste e un pallone da calcio, divenuto poi anche il simbolo della scuola calcio del club capitolino.
Dal 2010 la società romana ha adottato un'aquila che, dopo un sondaggio online tra i tifosi, ha battezzato col nome di Olympia, e che richiama il ricordo della sua fondazione ispirata dagli ideali olimpici. Prima di ogni gara casalinga, la mascotte viene fatta volare per qualche minuto all'interno dello stadio sotto il controllo dei propri falconieri, il cui capo è stato dapprima lo spagnolo Juan Bernabè e poi il fratello José Maria. Il rapace, che vive all'interno del Centro sportivo di Formello, accompagna la squadra anche nel periodo del ritiro estivo. Nel gennaio 2025, dopo alcuni episodi eticamente discutibili che hanno visto protagonista il falconiere Juan Bernabè, la società biancoceleste ha deciso di rescindere il contratto con quest'ultimo, rinunciando così al volo dell'aquila Olympia e dell'altro esemplare addestrato da Bernabè, ovvero Flaminia.

#### Patrono
La squadra biancoceleste è la prima a poter vantare un’icona santificale, ovvero Sant’Aquila, la cui celebrazione avviene il giorno 8 luglio. L'iniziativa è stata avanzata dall'avvocato Gian Luca Mignogna con un articolo pubblicato il 27 giugno 2018 nel quale veniva presentato un lavoro di ricerca storica proprio su Sant'Aquila. L'idea è stata poi accolta ufficialmente dal club attraverso un comunicato il 7 luglio successivo.

### Inni e canzoni

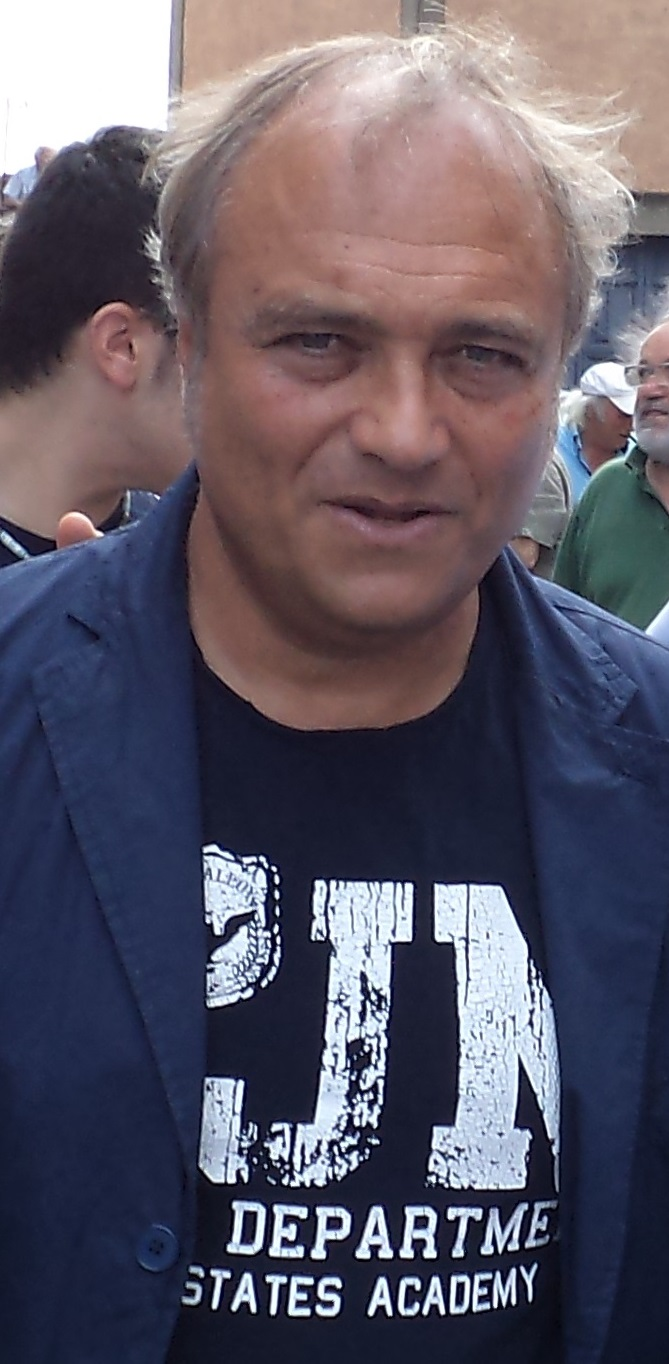
Toni Malco, cantautore romano.

L'inno ufficiale della Lazio è Vola Lazio vola, interpretato per la prima volta nel 1983 da Toni Malco, e scritto insieme a Claudio Natili e Silvio Subelli. Per la presentazione di questo inno fu organizzata una serata di gala durante la quale lo cantarono anche tre "bandiere" biancocelesti come Vincenzo D'Amico, Bruno Giordano e Lionello Manfredonia, che hanno ripetuto la loro performance proprio in occasione dei 25 anni di Vola Lazio vola. Le sue note, oltre ad accompagnare prima di ogni gara casalinga il volo dell'aquila Olimpia, mascotte della società biancoceleste, solitamente vengono lanciate anche al termine della partita, precedute, in caso di vittoria della Lazio, dal brano I giardini di marzo dell'indimenticato Lucio Battisti, tifoso laziale.
Anche altre canzoni sono state composte da Malco e dedicate alla squadra romana, tra cui Cent'anni d'amore, scritta in occasione del centenario biancoceleste, E vola l'aquila, Lazio nel cuore, Notti biancazzurre e Un amore possibile, quest'ultima interpretata insieme all'amico Guido De Angelis, giornalista e conduttore di fede laziale, oltre a Mille cuori e un'aquila, ovvero l'inno creato per la Polisportiva S.S. Lazio.
Altri cantautori hanno dedicato inni e canzoni alla Lazio, come Aldo Donati con il suo Inno alla Lazio - Sò già du ore del 1977, oltre a La più bella di tutte quante, composta per onorare i cento anni del club, E correre e  Quant'è bello esse laziali, Francesco Scarcelli, autore di Non mollare mai, La Lazio siamo noi e insieme ad Aldo Donati di Lazio forza Lazio, ed Enrico Lenni, che ha scritto ed interpretato tra i tanti le canzoni Che ce potemo fà, Caput mundi e La Lazio è là, quest'ultima insieme a Toni Malco. Gran parte di questi artisti hanno unito le loro voci in occasione del centesimo compleanno della Lazio, incidendo il brano Cent'anni insieme, divenuto l'inno ufficiale del centenario; tra gli interpreti figurano Aldo Donati, Enrico Lenni, Toni Malco, il compianto Mino Reitano, simpatizzante dei colori biancocelesti, oltre ad altri due dichiarati tifosi laziali come il tenore Edoardo Guarnera (interprete tra l'altro del brano Noi per te, e My Lazio insieme a Francesco Scarcelli) e l'attore e doppiatore Pino Insegno. La canzone Lazio Patria Nostra, scritta ed interpretata da Mario Liti in onore della squadra biancoceleste, viene lanciata ad ogni gol segnato in casa dalla Lazio. Anche la cantautrice e attrice Roberta Faccani, pronipote di Augusto, uno dei pionieri laziali, ha dedicato al club capitolino il brano Lazio generazione, così come hanno fatto anche Fabio Melis con il suo Nati per vincere, Walter Mileto con Della Lazio sono pazzo e Scrima insieme a Gianmarco Dottori con la loro Sto qua per te.
Non solo sono state incise canzoni in nome della Lazio, ma anche per i personaggi che ne hanno fatto la storia, come ad esempio Quando Giorgio tornerà, Un riflesso biondo, Quanta strada Tom e Il cacciatore di gol, tutti brani scritti ed interpretati da Toni Malco e dedicati rispettivamente a Giorgio Chinaglia, Luciano Re Cecconi, Tommaso Maestrelli e Silvio Piola. Anche Aldo Donati omaggiò il presidente Sergio Cragnotti con la sua Grazie a te, mentre Dedicata a Paolo Di Canio fu la canzone che Enrico Lenni scrisse in onore proprio dell'attaccante biancoceleste Paolo Di Canio. Inoltre, il singolo È già domenica della band italiana degli Statuto è stato dedicato alla memoria di Gabriele Sandri, tifoso laziale ucciso l'11 novembre 2007.

## Soprannomi
I calciatori della Lazio sono anche noti come le Aquile, per via dello stemma sociale, o anche come Biancocelesti o Biancazzurri, dalla tinta delle casacche storicamente da loro indossate. Altro soprannome è quello di Capitolini, con riferimento alla sede sociale del club, che si trova appunto a Roma, capitale d'Italia.